# فيكتور بيينيدا
فيكتور بيينيدا (بالإنجليزية: Victor Pineda)‏ (15 مارس 1993 ببوليغ بروك في الولايات المتحدة - ) هو لاعب كرة قدم أمريكي في مركز الوسط. شارك مع منتخب الولايات المتحدة تحت 17 سنة لكرة القدم ومنتخب الولايات المتحدة تحت 18 سنة لكرة القدم ومنتخب الولايات المتحدة تحت 20 سنة لكرة القدم ومنتخب الولايات المتحدة تحت 23 سنة لكرة القدم. أما مع النوادي، فقد لعب مع شيكاغو فاير وإندي إليفن وFort Lauderdale Strikers (2006–2016) ‏.

## روابط خارجية
- فيكتور بيينيدا على موقع الدوري الأمريكي (الإنجليزية)
- فيكتور بيينيدا على موقع قاعدة بيانات كرة القدم.إي يو (الإنجليزية)